# Kacorlak
Kacorlak là một thị trấn thuộc hạt Zala, Hungary. Thị trấn này có diện tích 7,6 km², dân số năm 2010 là 228 người, mật độ 30 người/km².